# 289
| [ Edytuj tabelę ] |                                          |
| Król Aksum        | - 270 Endubis 300                        |
| Król Armenii      | - 287 Tiridates III 330                  |
| Cesarz Chin       | - 265 Sima Yan 290                       |
| Władca Korei      | - 270 Sŏch’ŏn 292                        |
| Papież            | - 283 Kajus 296                          |
| Król Persji       | - 276 Bahram II 293                      |
| Cesarz Rzymu      | - 284 Dioklecjan 305 - 286 Maksymian 305 |

Rok 289 / CCLXXXIX
stulecia: II wiek ~
III wiek ~
IV wiek

lata: 279 «
284 «
285 «
286 «
287 «
288 «
289
» 290
» 291
» 292
» 293
» 294
» 299

## Zmarli
- Dominika z Nikomedii, święta Kościoła katolickiego.